# Garza (Santiago del Estero)
Garza ist die Hauptstadt des Departamento Sarmiento in der Provinz Santiago del Estero im nordwestlichen Argentinien. Sie liegt 97 Kilometer von der Provinzhauptstadt Santiago del Estero entfernt.

## Bevölkerung
Garza hat 2.295 Einwohner (2001, INDEC), das sind 49 Prozent der Bevölkerung des Departamento Sarmiento.